# Lotniskowce eskortowe typu Long Island
Lotniskowce eskortowe typu Long Island – typ dwóch amerykańskich lotniskowców eskortowych z okresu II wojny światowej.
Pracę nad okrętami rozpoczęto w 1939 na krótko przed wybuchem wojny, zamówione przez rządową agencję United States Maritime Commission jako statki handlowe Mormacmail i Mormancland zostały ukończone w 1940 roku, następnie nabyte przez marynarkę i przebudowane jako pierwsze amerykańskie lotniskowce eskortowe. Chociaż okręty wykorzystywano głównie do transportu wojska i samolotów, to jako jednostki eksperymentalne dostarczyły informacje wykorzystane w późniejszych okrętach tego typu. Po wojnie były wykorzystywane jako statki handlowe.
- USS „Long Island” (CVE-1) - przyjęty przez US Navy 2 czerwca 1941, wycofany 26 marca 1946, oznaczony kolejno AVG-1, ACV-1 i CVE-1.
- HMS „Archer” (D78) - przyjęty do służby w Royal Navy 17 listopada 1941, wycofany 6 listopada 1943, w USA oznaczony jako BAVG-1.

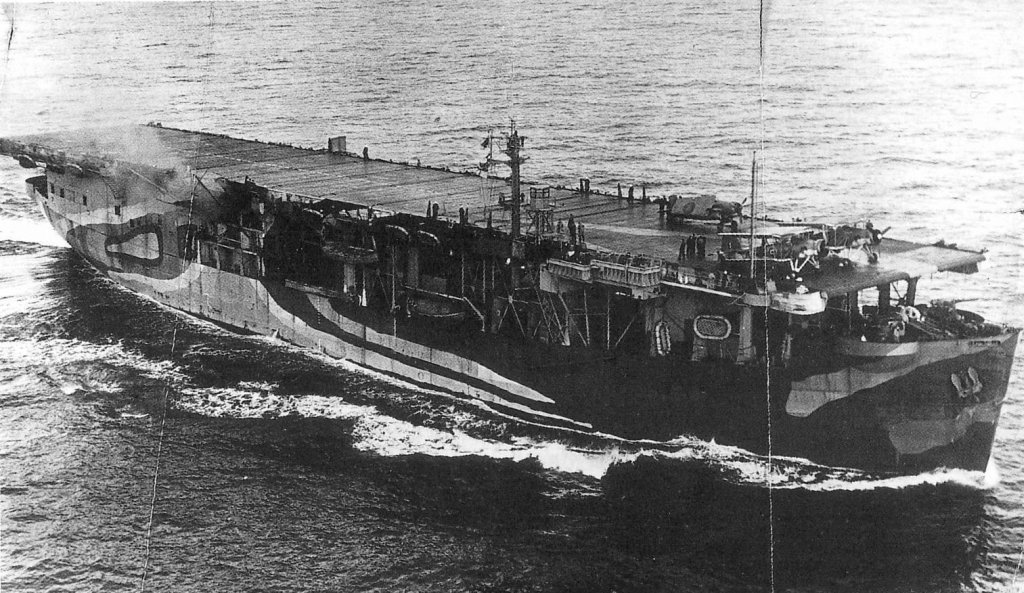
HMS Archer